# Belemnia marthae
Belemnia marthae là một loài bướm đêm thuộc phân họ Arctiinae, họ Erebidae.